# Conus magnificus
Conus magnificus е вид охлюв от семейство Conidae. Видът не е застрашен от изчезване.

## Разпространение и местообитание
Разпространен е в Австралия (Куинсланд), Китай (Гуандун, Джъдзян и Фудзиен), Маршалови острови, Самоа, Соломонови острови, Филипини, Френска Полинезия (Дружествени острови и Маркизки острови) и Япония.
Обитава пясъчните дъна на морета, лагуни и рифове. Среща се на дълбочина от 3 до 65 m, при температура на водата около 25,1 °C и соленост 34,6 ‰.